# Henri Martin (homme politique, 1927-2015)
Pour les articles homonymes, voir Henri Martin.
Henri Martin, né le 23 janvier 1927 à Lunery (Cher) et mort le 17 février 2015 à Pantin (Seine-Saint-Denis), est un militant du Parti communiste français (PCF) connu pour avoir été au centre de l'affaire Henri Martin à l'époque de la guerre d'Indochine.

## Biographie

### Famille, formation et résistance
Henri Ursin Clément Martin, dit Henri Martin, est né le 23 janvier 1927 dans le village industriel de Rosières sur la commune de Lunery, dans le département du Cher. Son père Louis Martin, originaire d'une famille de petits paysans travaille comme ajusteur à l'usine de Rosières qui fabrique des cuisinières. Sa mère Mathilde, née Gimonet, est d'origine plus modeste, ses parents sont ouvriers agricoles. Cette famille catholique habite dans un petit logement, appartenant à l'usine, ne disposant que d'une chambre pour les deux parents et leurs trois enfants. En 1934, l'usine reloge la famille dans une maison de plus grande taille et plus confortable. Louis Martin participe, avec ses collègues, au mouvement de grève de mai-juin 1936, en occupant leur usine, puis à une nouvelle grève en novembre 1938. Cette dernière action lui vaut d'être licencié par son employeur, ce qui l'incite à entrer en relation avec des membres de la résistance communiste locale.
Le jeune Henri Martin montre des qualités à l'école élémentaire et, en parallèle, est enfant de chœur jusqu'à ses 13 ans. C'est en 1940 qu'il débute un préapprentissage, alors qu'il aurait dû entrer au lycée mais le manque de moyens de ses parents ne le permet pas. L'année suivante, il trouve un emploi de manœuvre, un travail de nuit à Saint-Florent-sur-Cher, dans une usine qui produit de la visserie et de la boulonnerie pour l'Armée allemande d'occupation. À la fin de l'année 1942, il entre à l'usine de Rosières pour un apprentissage d'ajusteur. Au cours de l'année 1943, il commence à participer à des actions de résistance en allant, la nuit, déposer des tracts chez les habitants de Rosières, puis, en juin 1944, il devient un agent de liaison du maquis FTPF de Lignières,. 
C'est le 14 août qu'il quitte son apprentissage, pour rejoindre le maquis où il est engagé dans des actions pour la libération de la ville de Bourges. Il concrétise son engagement militant en adhérant au Parti communiste le 6 septembre. À partir du mois de novembre il rejoint la 34e demi-brigade et c'est sous les ordres du colonel de Vogüé qu'il participe à la garde des alentours de la poche de Royan. Henri Martin retrouve le statut de civil le 18 février 1945.

### Militaire et militant communiste

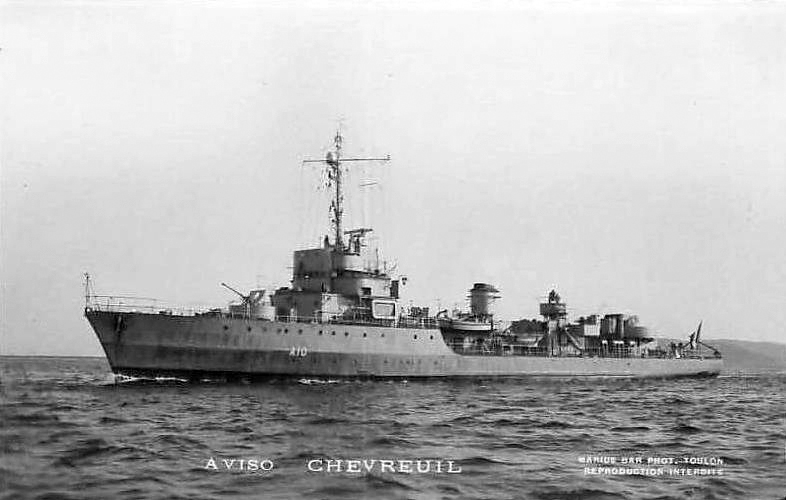
L'aviso sur lequel navigue Henri Martin.

C'est au cours de la fin de la campagne de Libération de la France, en décembre 1944, qu'il prend la décision de s'engager dans la Marine. Mais n'ayant pas de réponse, il va s'activer dans la recherche d'un emploi. Ses démarches n'ont pas été concluantes lorsque le 25 mai 1945 il reçoit une convocation lui demandant de se rendre à Paris. Il y signe, le 1er juin, un contrat d'engagement de cinq ans. Il est d'abord envoyé à la base militaire d'Hourtin puis à Mimizan pour suivre une formation de mécanicien qu'il réussit en en sortant à la 7e place sur 74. Volontaire pour participer à la campagne contre le Japon, il est envoyé au port militaire de Toulon pour embarquer sur un aviso de la classe Chamois, dénommé Chevreuil, qui appareille pour Saïgon. Avant d'arriver à destination, il passe par Singapour où Henri Martin raconte : « le commandant nous réunit sur la plage arrière et nous dit qu'en Indochine nous allions avoir à combattre des déserteurs japonais et des pillards qui terrorisent la population ». L'aviso rejoint Saïgon en décembre 1945.
Il veut poursuivre la lutte antifasciste en Indochine et s'y battre contre l'occupant japonais. Il est donc envoyé en Indochine comme second maître mécanicien. Or, lorsqu'il y arrive, l'armée française ne combat plus le Japon, qui a capitulé, mais contre les maquisards du Việt Minh. Henri Martin refuse de se battre contre les résistants vietnamiens et demande en vain la résiliation de son contrat. Il est à bord du Chevreuil lorsqu'il est  l'un des trois avisos qui bombardent la ville d'Haïphong.
Fin 1947, il retourne en France où il est affecté à l'arsenal de Toulon. Henri Martin fonde un groupe de militaires qui partagent ses convictions et mène à partir de juillet 1949 une lutte clandestine contre la guerre en Indochine, par des inscriptions à la peinture et des distributions de tracts.

### Affaire Henri Martin (1950-1953)
Le 14 mars 1950, Henri Martin et son groupe sont arrêtés par la police. Henri Martin, qui a 23 ans, est condamné à 5 ans de réclusion et à la dégradation militaire. Incarcéré, il reçoit le soutien d'André Marty qui, le 17 juillet 1950, prend la tête d'une campagne nationale exigeant sa libération immédiate. Henri Martin sera finalement libéré en 1953.

#### Portraits d'Henri Martin
Au début des années 1950, dans le cadre de l'Affaire Henri Martin, plusieurs artistes réalisent son portrait : André Fougeron ; Fernand Léger : titre : Portrait d'Henri Martin, crayon et gouache - collections du Musée national Fernand-Léger à Biot (numéro d'inventaire : MNFL97050) ; Jean Lurçat ; Pablo Picasso : ce portrait à l'encre parait dans le numéro spécial de l'Humanité édité le jour de sa libération le 2 août 1953.

### Après l'Affaire
Après sa libération, Henri Martin poursuit une carrière de permanent au sein du Parti communiste. Très vite il est promu à la direction de l'Union de la jeunesse républicaine de France. En 1957, il est invité au Festival mondial de la jeunesse et des étudiants à Moscou, et dépose au mausolée de Lénine, avec le jeune André Senik, la couronne de fleurs de l'Union des étudiants communistes et du PCF.
Il devient ensuite membre suppléant, puis titulaire, du comité central du PCF au XVIIe Congrès en mai 1964. Il est ensuite directeur de l'École centrale du Parti et membre du secrétariat de Jacques Duclos au moment de l'élection présidentielle de 1969. En 1982, il est toujours membre du comité central.

### Décès
Henri Martin est domicilié dans « sa ville de Pantin » lorsqu'il meurt, à 88 ans des suites d'un cancer, dans la matinée du 17 février 2015.

## Publication
- Quelques souvenirs du siècle passé…, Pantin, Le Temps des Cerises, 2009, 140 p. (ISBN 978-2-84109-776-0).

« Jusqu’ici je n’avais pas ressenti le besoin d’écrire. Mais lorsqu’un journal qui m’est cher, écrit que j’ai été condamné pour trahison en 1950, il m’apparaît indispensable, surtout pour mes enfants, de démontrer que je n’ai jamais été un traître à mon pays tout au long de ma vie. Je ne suis pas historien. Je n’ai pas l’ambition d’écrire une histoire du parti. Je veux seulement donner mon opinion sur un certain nombre d’événements réels auxquels j’ai été associé avec le parti. »

— Henri Martin (2009)

## Hommages
Le mercredi 6 novembre 2019, l’ancienne rue Neuve-Berthier, à Pantin, est renommée rue Henri Martin,.
La très chic avenue Henri Martin de Paris célèbre un homonyme, sans rapport avec le militant communiste.

### Webographie
- Natalie Simonet, « Décès d'Henri Martin : réaction de Nathalie Simonnet secrétaire départementale du PCF 93 », sur PCF 93, 2015 (consulté le 19 novembre 2018).
- Ambassade-Vietnam, « Décès du Camarade Henri Martin », sur Ambassade de la République Socialiste du Vietnam en France, 2015 (consulté le 19 novembre 2018).
- Claude Willard, « Martin Henri, Ursin, Clément », sur Le Maitron, 2018 (consulté le 19 novembre 2018).